# Tricoma

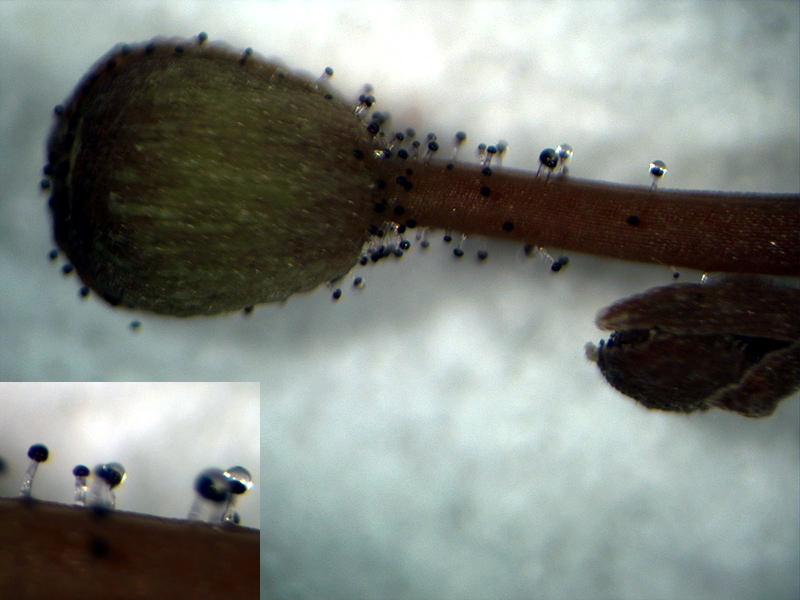
Gemma e scapo della specie Stylidium. Sono mostrati tricomi che possono intrappolare e uccidere gli insetti.

Tricoma in una foglia di geranio al microscopio

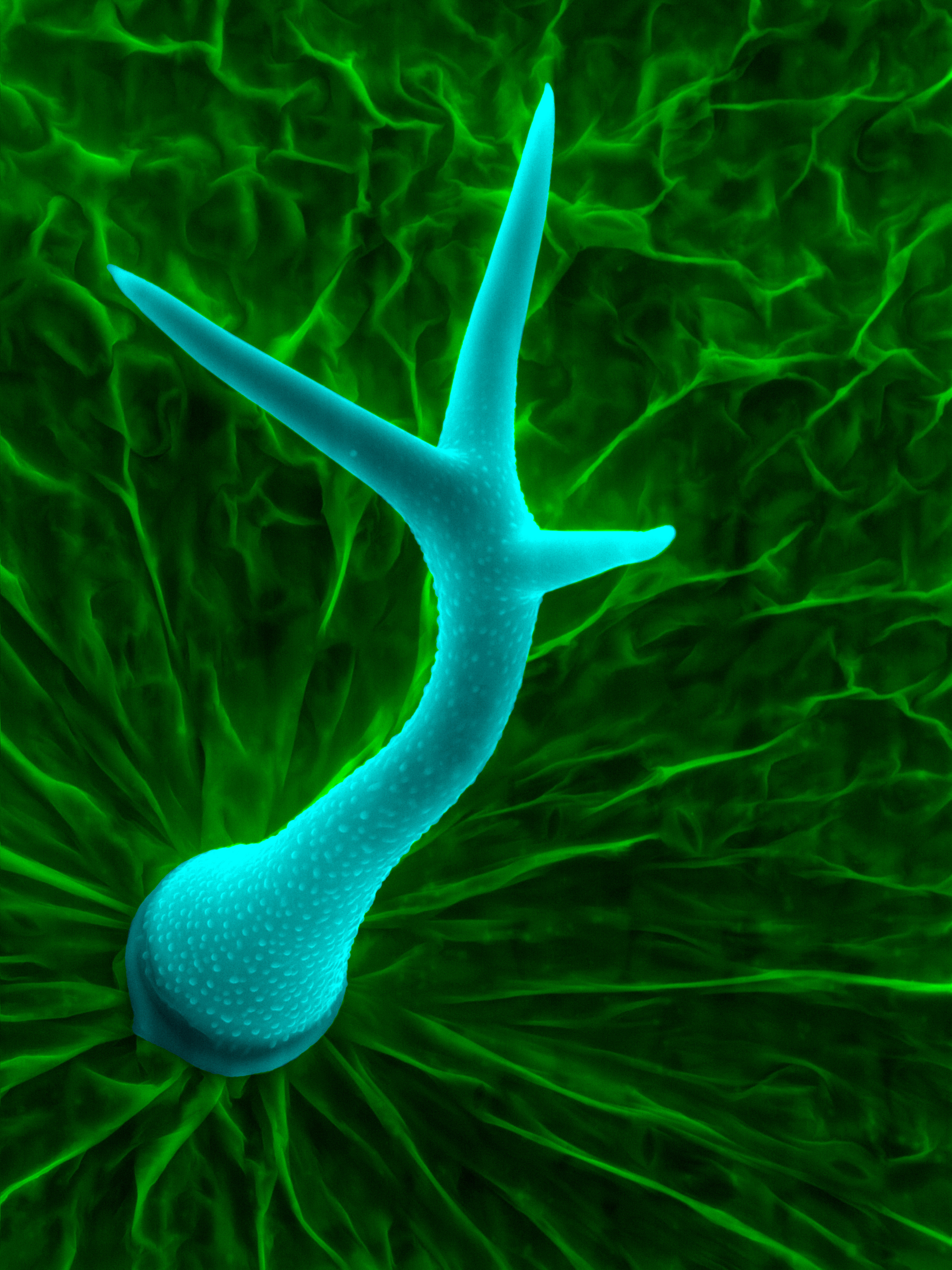
Tracoma di Arabidopsis Thaliana

I tricomi, dal greco "crescita di peli", sono sottili escrescenze o appendici di piante e protisti. I tricomi possono avere strutture e funzioni diverse, alcuni esempi sono i capelli o i peli, peli ghiandolari, squame e papille.

## Tricomi algali
Alcune alghe filamentose hanno un prolungamento della cellula terminale che forma una struttura allungata simile ad un pelo.Svolgono una funzione rilevante nel mantenere la struttura del suolo grazie alla loro superficie appiccicosa.

## Tricomi delle piante
I tricomi delle piante hanno caratteristiche e forme differenti tra le diverse specie e anche tra i diversi tessuti di una stessa pianta. Hanno la funzione di proteggere la pianta da agenti dannosi quali raggi UV, insetti e temperature estreme. Alcuni tricomi grazie alle loro secrezioni possono fungere come meccanismo di difesa contro predatori esterni come gli erbivori, svolgere una funzione isolante contro il freddo formando uno strato attorno alle cellule superficiali e in luoghi particolarmente ventosi sembrano possano interrompere il flusso d aria attraverso la superficie della pianta riducendone la traspirazione. I tricomi possono essere: unicellulari o pluricellulari, con strutture dritte, a spirale o a uncino e con funzioni secretorie o assorbenti. I tricomi ghiandolari secernono diversi composti come i terpenoidi, con funzione di difesa, flavonoidi, fenipropanoidi e metil chetoni. I tricomi non ghiandolari sono invece coinvolti nella protezione da fattori di stress abiotici come i raggi UV, patogeni, erbivori e perdite di acqua.

## Sviluppo dei Tricomi e dei peli radicali
Sia i tricomi che i peli radicali, i rizoidi di molte piante vascolari, sono escrescenze laterali di una singola cellula dello strato epidermico. I peli radicali si formano dai tricoblasti, le cellule che formano i peli sull'epidermide della radice della pianta. Il diametro dei peli radicali varia da 5 a 17 micrometri e la loro lunghezza da 80 a 1.500 micrometri
Il controllo genetico del patterning dei tricomi e dei peli radicali condivide meccanismi di controllo simili. Entrambi i processi coinvolgono un nucleo di fattori di trascrizione correlati che controllano l'inizio e lo sviluppo dell'escrescenza epidermica. L'attivazione di geni che codificano specifici fattori di trascrizione proteici (denominati GLABRA1 (GL1), GLABRA3 (GL3) e TRANSPARENT TESTA GLABRA1 (TTG1)) sono i principali regolatori del destino cellulare per la produzione di tricomi o peli radicali. Quando questi geni vengono attivati in una cellula epidermica fogliare, la formazione di un tricromo viene avviata all'interno di quella cellula. GL1, GL3 e TTG1 attivano anche regolatori negativi, che servono a inibire la formazione di tricomi nelle cellule vicine. Questo sistema controlla la spaziatura dei tricomi sulla superficie della foglia. Una volta sviluppati, i tricomi possono dividersi o ramificarsi. 
Molte delle conoscenze scientifiche sullo sviluppo dei tricomi provengono dall'organismo modello Arabidopsis thaliana, perché i suoi tricomi sono semplici, unicellulari e non ghiandolari. 

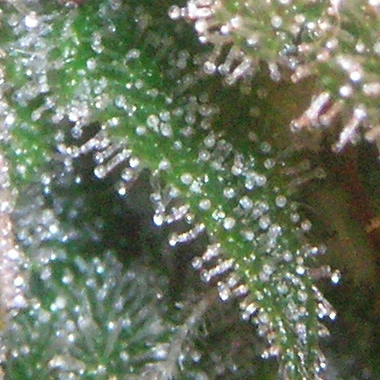
Immagine ravvicinata di tricoma di Cannabis

I fitormoni hanno un effetto sulla crescita e sulla risposta delle piante agli stimoli ambientali. Alcuni di questi fitormoni sono coinvolti nella formazione dei tricomi, tra cui l'acido gibberellico, le citochinine e gli acidi jasmonici.
Altri fitormoni che promuovono la crescita dei tricomi sono i brassinosteroidi, l'etilene e l'acido salicilico.

## Tricomi assorbenti
Il tricoma assorbente può essere chiamato anche tricopompa dal botanico tedesco Mez (1904). È la chiave di volta per l'epifitismo delle specie del genere Tillandsia.
Il tricoma delle Tillandsia è una struttura pluricellulare a forma di chiodo: composta da uno scudo a sviluppo orizzontale che si sovrappone all'epidermide fogliare e di un asse verticale che penetra nel mesofillo a diretto rapporto con esso. L'acqua che entra in contatto con la foglia viene assorbita dalla cellule periferiche dello scudo (queste sono morte e quindi piene d'aria) e da queste passa a quelle centrali per poi essere trasportata per tutto l'organismo.
La frequenza dei tricomi sull'epidermide e lo sviluppo del loro scudo variano da specie a specie contribuendo a condizionarne l'ambiente.
Quando la pianta è asciutta gli scudi dei tricomi tengono i bordi (ali) sollevati tanto da impartire alla foglia un colore grigio ben visibile all'occhio, quando essa viene bagnata le ali scendono aderendo alla superficie fogliare che riacquista il verde brillante.

## Tricomi pungenti
I tricomi urticanti variano nella loro morfologia e distribuzione tra le specie, ma gli effetti simili sui grandi erbivori implicano che svolgano funzioni simili. Nelle aree suscettibili all'erbivoro sono state osservate densità più elevate di tricomi urticanti. Nell'Urtica, i tricomi urticanti inducono una sensazione dolorosa che dura per ore al contatto con l'uomo. Questa sensazione è stata attribuita come meccanismo di difesa contro grandi animali e piccoli invertebrati e svolge un ruolo di integrazione della difesa attraverso la secrezione di metaboliti. Gli studi suggeriscono che questa sensazione comporta un rapido rilascio di tossine (come l'istamina) al momento del contatto e della penetrazione attraverso le punte globose di tali tricomi.

## Meccanismi di difesa
Le piante possono utilizzare i tricomi per scoraggiare gli attacchi degli erbivori con mezzi fisici e/o chimici, come ad esempio i peli specializzati e urticanti delle specie di Ortica  che rilasciano sostanze chimiche infiammatorie come l'istamina. Alcuni organismi hanno sviluppato meccanismi per resistere agli effetti dei tricomi. Ad esempio le larve di Heliconius charithonia, sono in grado di liberarsi fisicamente dai tricomi mordendoli e sono in grado di formare coperte di seta per muoversi meglio tra le foglie evitando i tricomi.